# Байкент
Байке́нт (каз. Байкент) — село у складі Ілійського району Алматинської області Казахстану. Адміністративний центр та єдиний населений пункт Байкентського сільського округу.
Населення — 10550 осіб (2021; 7307 у 2009, 4705 у 1999, 5152 у 1989).
До 2024 року село називалось Чапаєво.